# Lonchocarpus pilosus
Lonchocarpus pilosus är en ärtväxtart som beskrevs av Mario Sousa. Lonchocarpus pilosus ingår i släktet Lonchocarpus och familjen ärtväxter. Inga underarter finns listade i Catalogue of Life.